# ريغي إيفانز
ريغي إيفانز (بالإنجليزية: Reggie Evans)‏ هو لاعب كرة قدم أمريكية أمريكي، ولد في 5 يناير 1959 في نيوبورت نيوز في الولايات المتحدة.

## وصلات خارجية
- ريغي إيفانز على موقع مرجع كرة القدم المحترفة.كوم (الإنجليزية)